# Crawling up a Hill
A Crawling up a Hill Katie Melua grúz születésű brit énekesnő harmadik kislemeze, a címadó dal egy John Mayall feldolgozás, mely debütáló albumán, a Call off the Search-öm található. A klipet a kislemezhez Londonban és New Yorkban forgatták.

## Dalok
1. Crawling up a Hill (John Mayall)
2. Crawling up a Hill (élőben)
3. Jack's Room (Katie Melua / Mike Batt)

## Munkatársak
- Katie Melua – gitár, ének
- Mike Batt – orgona, zongora, karmester
- Jim Cregan – gitár
- Tim Harries – basszus
- Irish Film Orchestra – zenekar
- Michael Kruk – dobok
- Alan Smale – vezető
- Chris Spedding – gitár
- Henry Spinetti – dobok
- Producer: Mike Batt/Justin Sandercoe
- Mérnök: Steve Sale
- Intéző: Mike Batt

## Slágerlisták
| Slágerlisták (2004)                          | Helyezés |
| -------------------------------------------- | -------- |
| Egyesült Királysági kislemezek slágerlistája | 46       |
| World Jazz Top 20 kislemezek                 | 10       |